# Регифугий
Регифу́гий (лат. Regifugium; праздник бегства царя) — древнеримский религиозный обрядовый праздник, приходившийся на 24 февраля. В этот день служитель культа «rex Sacrorum» приносил жертву на комиции (народном собрании) и тотчас же по совершении обряда убегал.
По толкованию некоторых римских писателей этот обряд символизировал изгнание Тарквиния (Ovid. Fasti II, 686; см. Fasti (poem)); другие полагают, что праздник происходил в воспоминание жертвоприношения, которое совершал царь в эпоху царской власти в Риме для умилостивления богов и очищения города: жертвенное животное как бы принимало на себя скверну, и поэтому жрец, боясь оскверниться, убегал. На связь с идеей очищения указывает, между прочим, то, что праздник совершался в феврале, месяце очищения. В празднестве принимали участие салии (жреческая коллегия из 12 жрецов бога Марса и 12 жрецов бога Квирина; салии исполняли военную пляску во время ежегодных празднеств в честь Марса) — ясное доказательство, что обряд восходил к царской эпохе.
Регифугий — один из двух римских национальных праздников (второй — Эквирии, 14 марта), отмечавшихся в чётный день, тогда как все государственные праздники совпадали с нечётными числами месяца (в прямом порядке счёта) в силу господствовавшей веры в благодетельное влияние нечётного числа.